# جاده ای۱۰۹ (انگلستان)
جاده ای۱۰۹ (به انگلیسی: A109 road) یکی از جاده‌های کشور انگلستان است.
این جاده از ناحیه فریرن بارنت شروع و در ناحیه تاتنهام، لندن به پایان می‌رسد، طول این جاده ۹٫۳ کیلومتر است.